# Escudo de Tucumán
El escudo de la provincia argentina de Tucumán es casi idéntico al  Escudo de la Argentina, solo que el de Tucumán no lleva el Sol de Mayo (que en el escudo nacional es en forma de Sol Naciente); en la parte superior del escudo provincial reemplazan al Sol en la Laurea dos hojas de laurel circundando el óvalo, abiertas arriba.
El escudo de Tucumán según la Ley Provincial de Tucumán:

Artículo 1°. Declárase único Escudo de la Provincia de Tucumán el establecido por esta Ley.

Art. 2°. Dicho Escudo tendrá la forma y atributos siguientes: Forma ovalada, dividido por mitad en dos cuarteles, el superior de color azul y el inferior de color blanco y por debajo de la línea divisoria dos brazos desnudos, cuyas manos diestras, entrelazadas sostienen una pica que alza un gorro frigio de color de gules, que llega hasta la parte central del cuartel superior. Circundando el óvalo con dos ramas de laurel, una por cada lado y unidas abajo, que será la base del Escudo, por un lazo de cinta con los colores de la Bandera Nacional terminando en un nudo con un moño grande.

Art. 4°. Un dibujo de este Escudo, que será hecho en Pergamino y al óleo, se conservará como Patrón en el Archivo General de la Provincia, con la ley de su creación escrita al dorso y firmado por todos los legisladores que intervinieron en su sanción.

## Escudos históricos

Escudo de Tucumán (c. 1800 )
Sello de la República de Tucumán (1820-1825)

- Datos: Q5838362